# Pensament silvestre
El pensament silvestre, pensament de seny, pensament menut, pensament de bosc, pensament de camp, pensamentera, herba de la Trinitat o trinitària (Viola tricolor) és una planta amb flor de la família de les violàcies.

## Particularitats
És una planta silvestre comuna a tot Europa, a partir de la qual s'han creat altres espècies híbrides com els pensaments cultivats Viola × wittrockiana. Aquestes solen ser varietats ornamentals caracteritzades perquè resisteixen l'hivern i tenen una perllongada floració.
També rep el nom popular de "trinitària" o "herba de la Trinitat" a causa dels tres colors (lila, groc i blanc) de la flor de la varietat salvatge. Els pensaments cultivats venen en molts més colors.

## Ecologia
V. tricolor és una varietat silvestre. El seu creixement pot ser anual o bienal o perenne de curta duració.
Acostuma a créixer a prats o granges, en sòls àcids o neutres. Pot viure a altituds que van de 0 a 2700m.
El seu període de floració abasta l'estació de la tardor i es pot arribar a estendre fins ben entrada la primavera. Tolera viure a plena llum però pot estar a la penombra, i és resistent a les baixes temperatures.

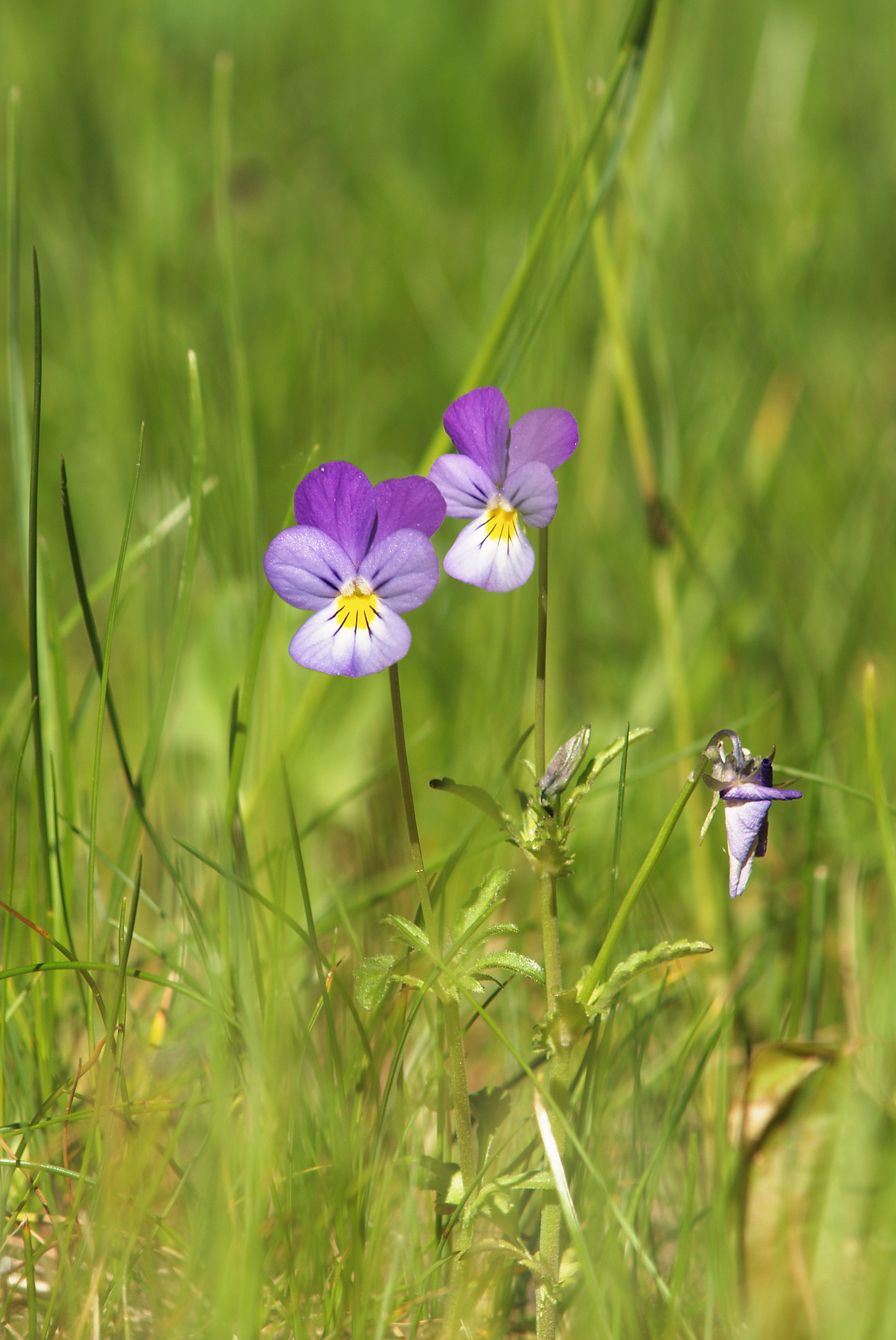
Viola tricolor
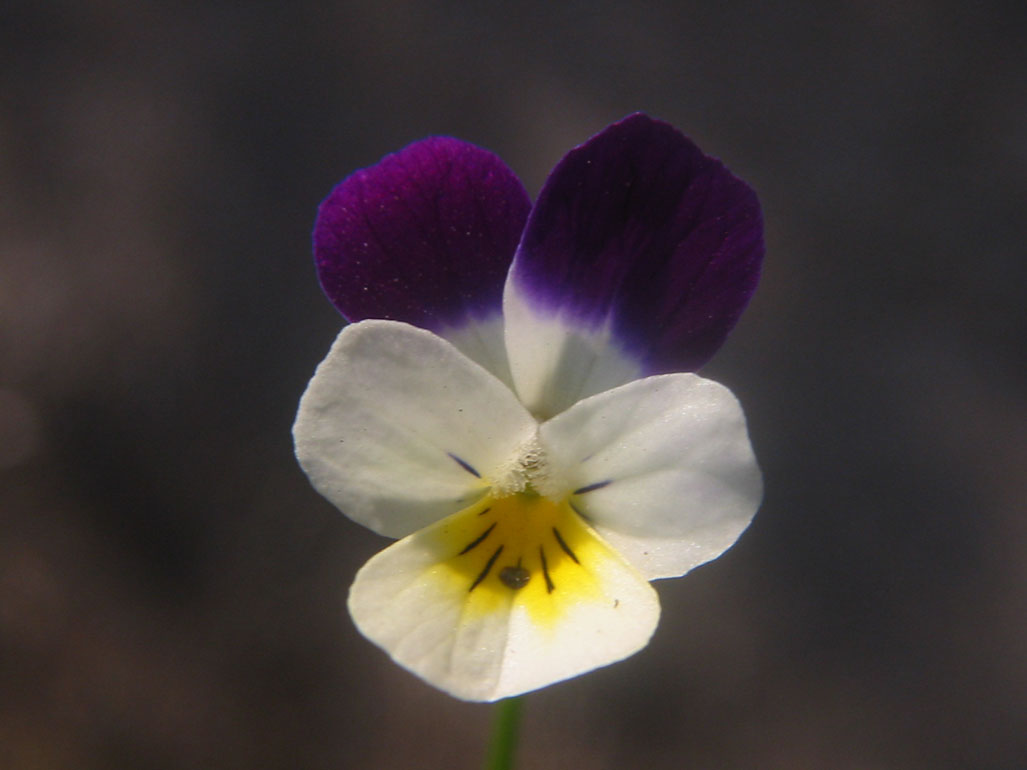
Viola tricolor var. tricolor
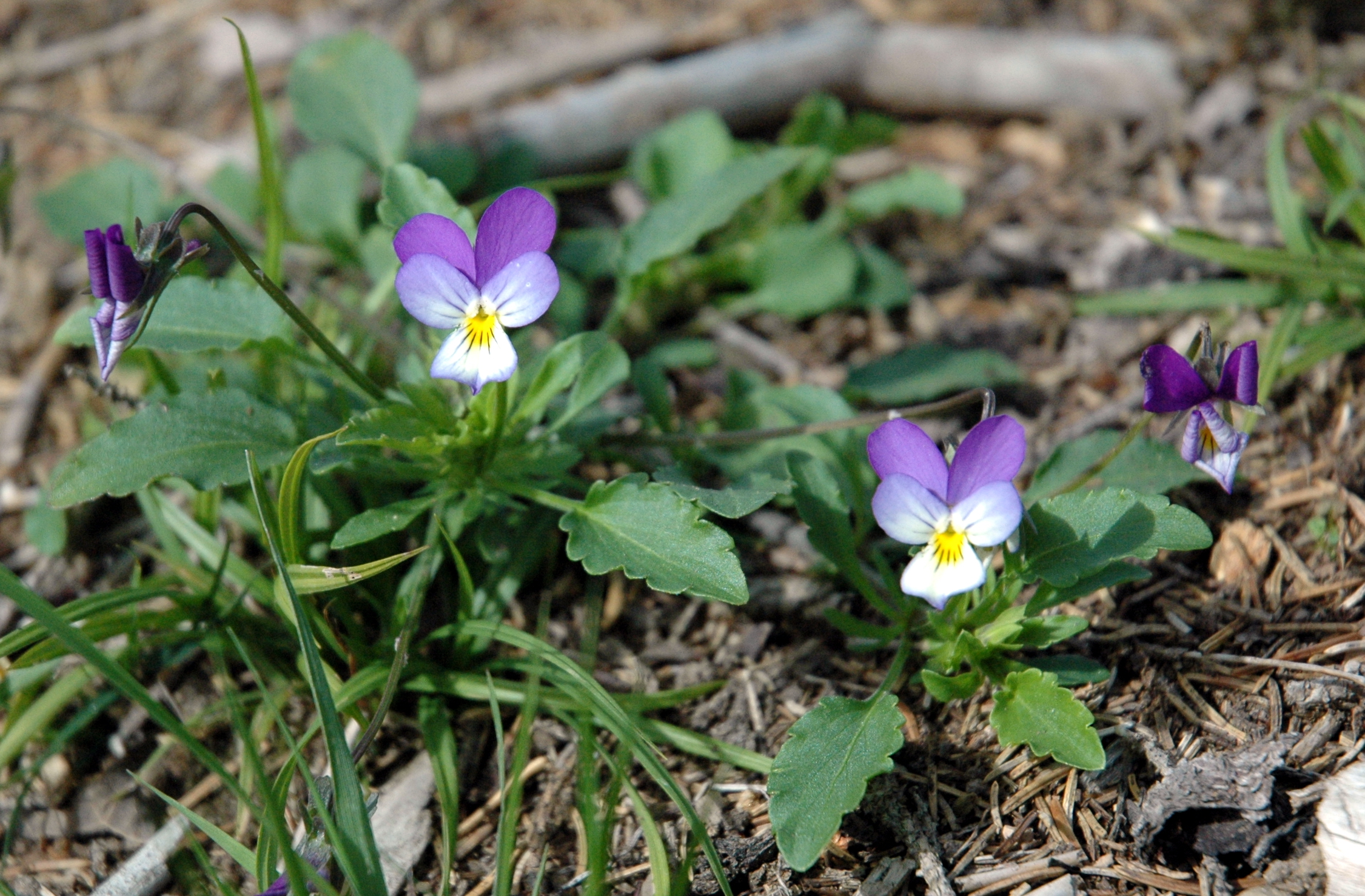
Viola tricolor
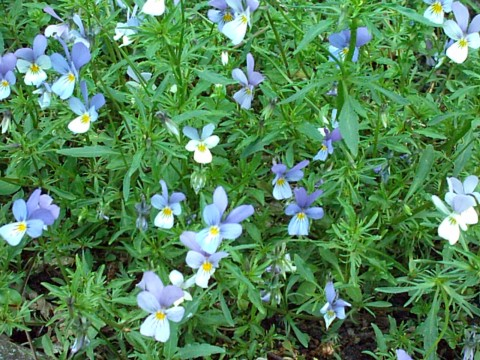
Viola tricolor var. maritima
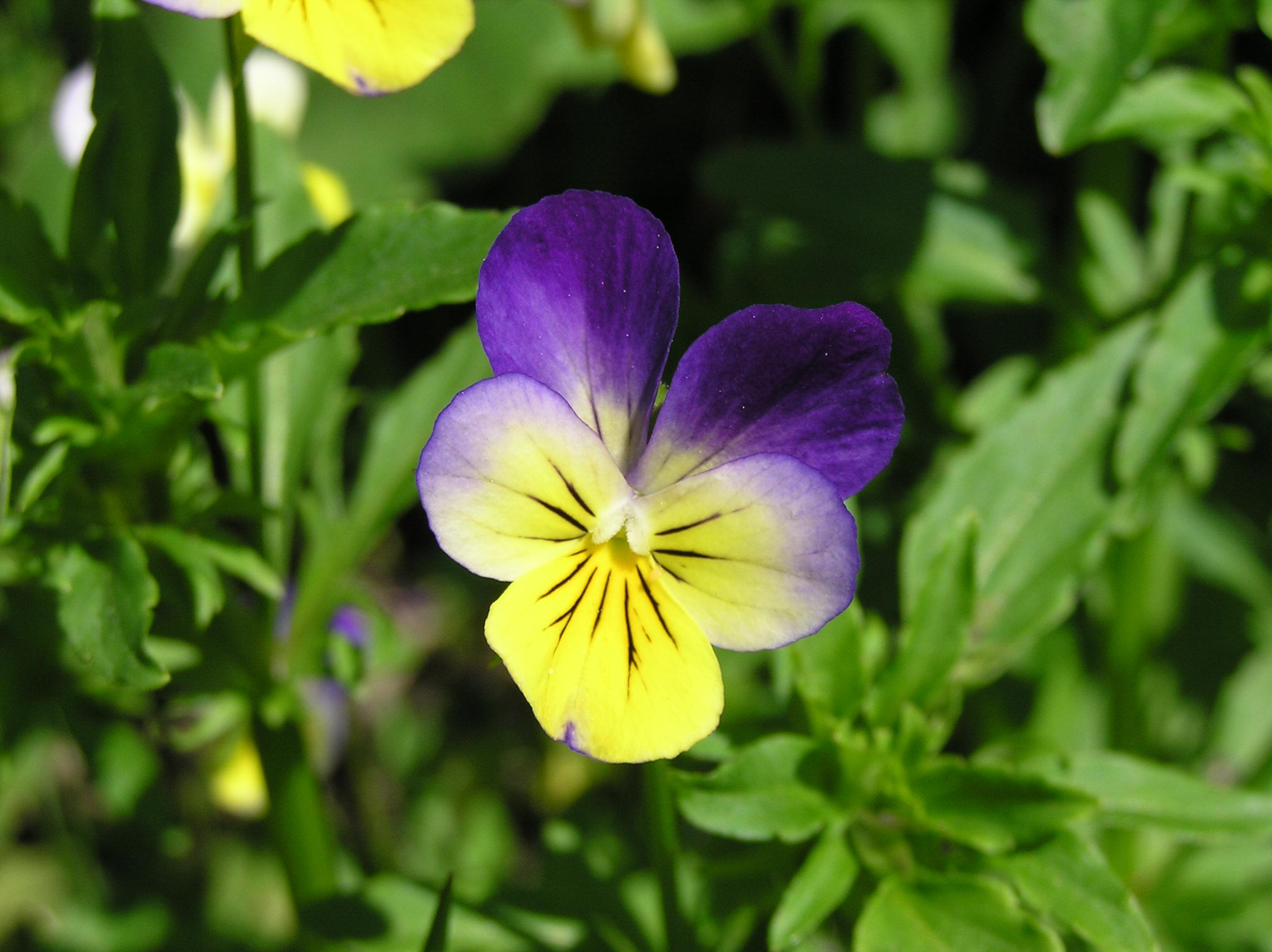
Viola tricolor
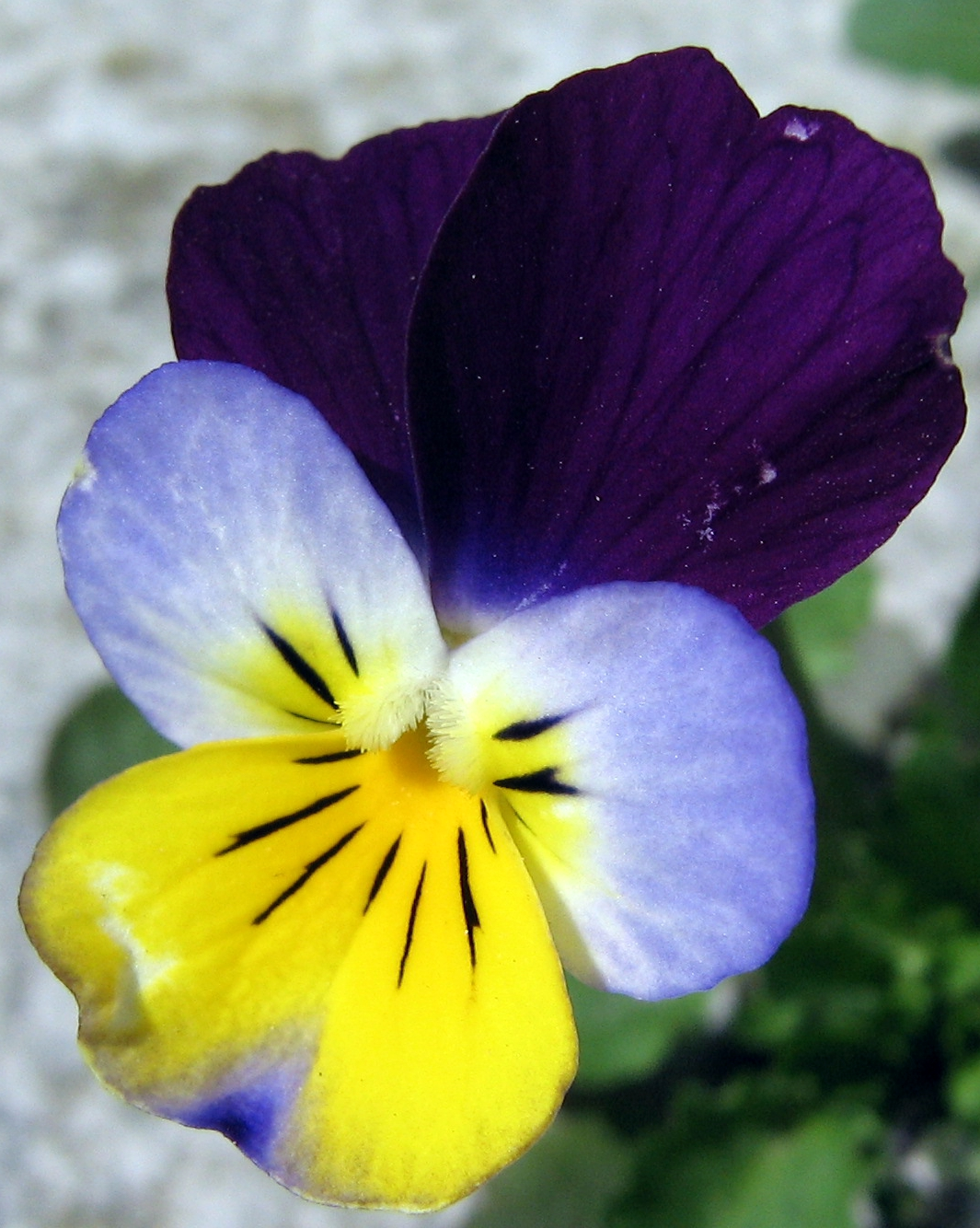
Viola tricolor
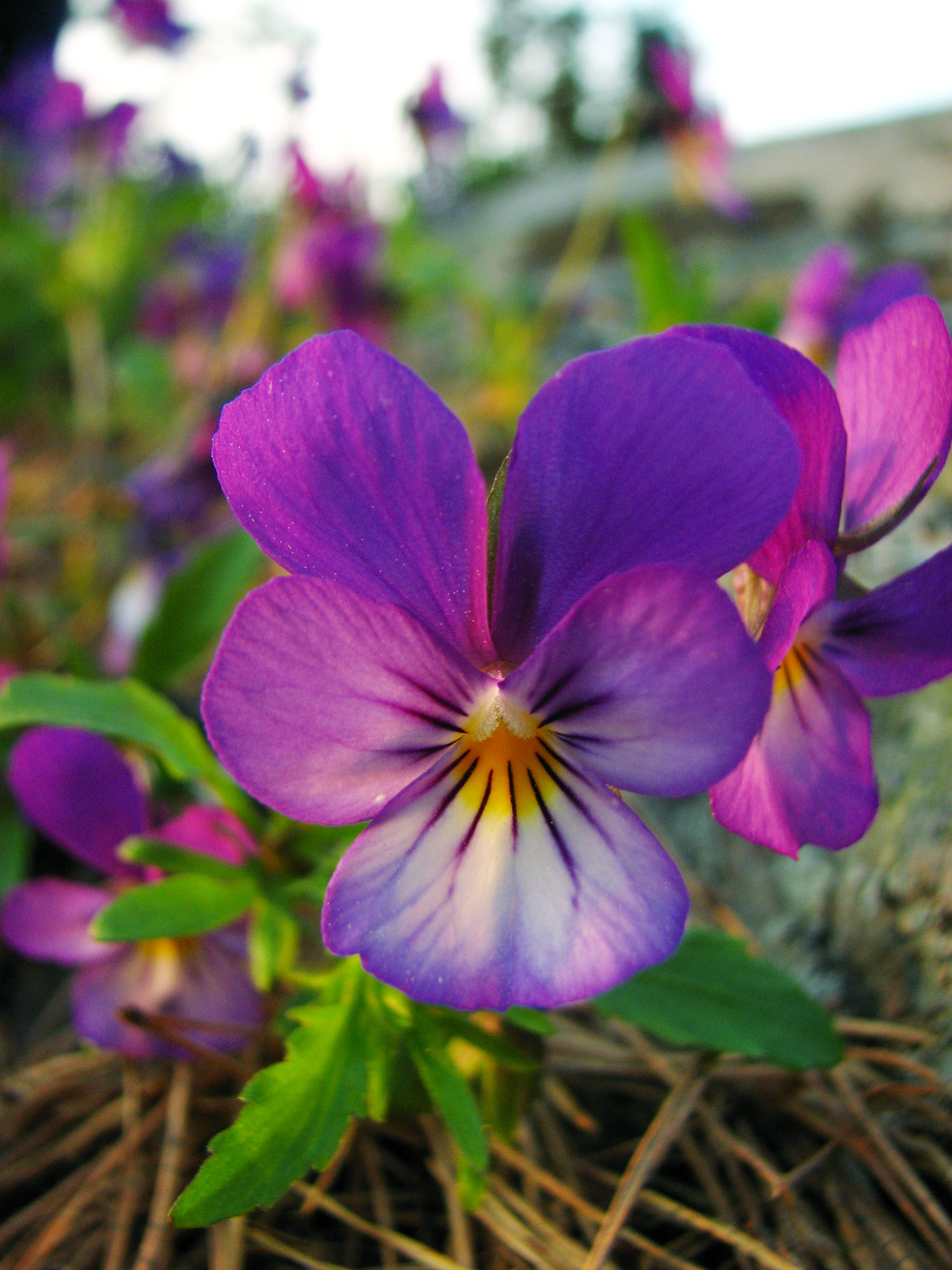
Viola tricolor
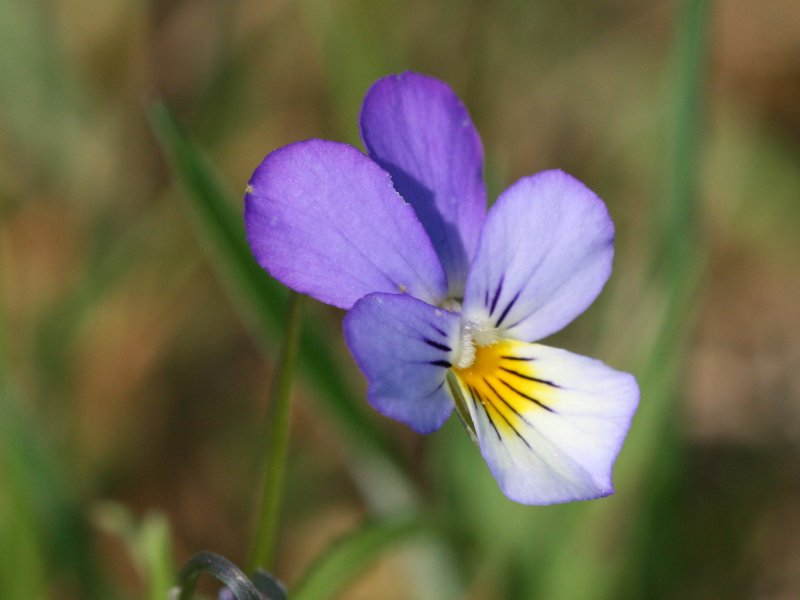
Viola tricolor
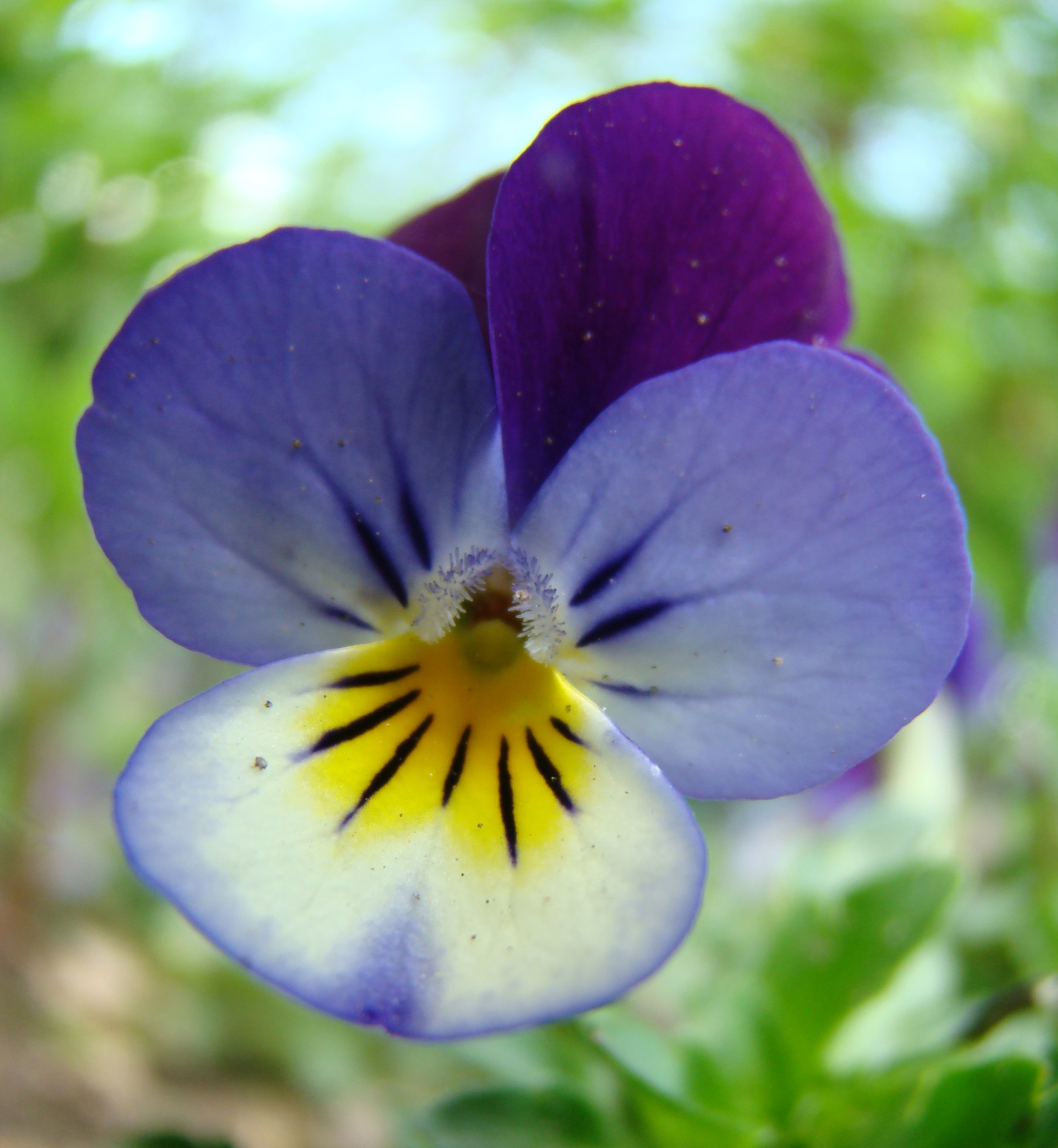
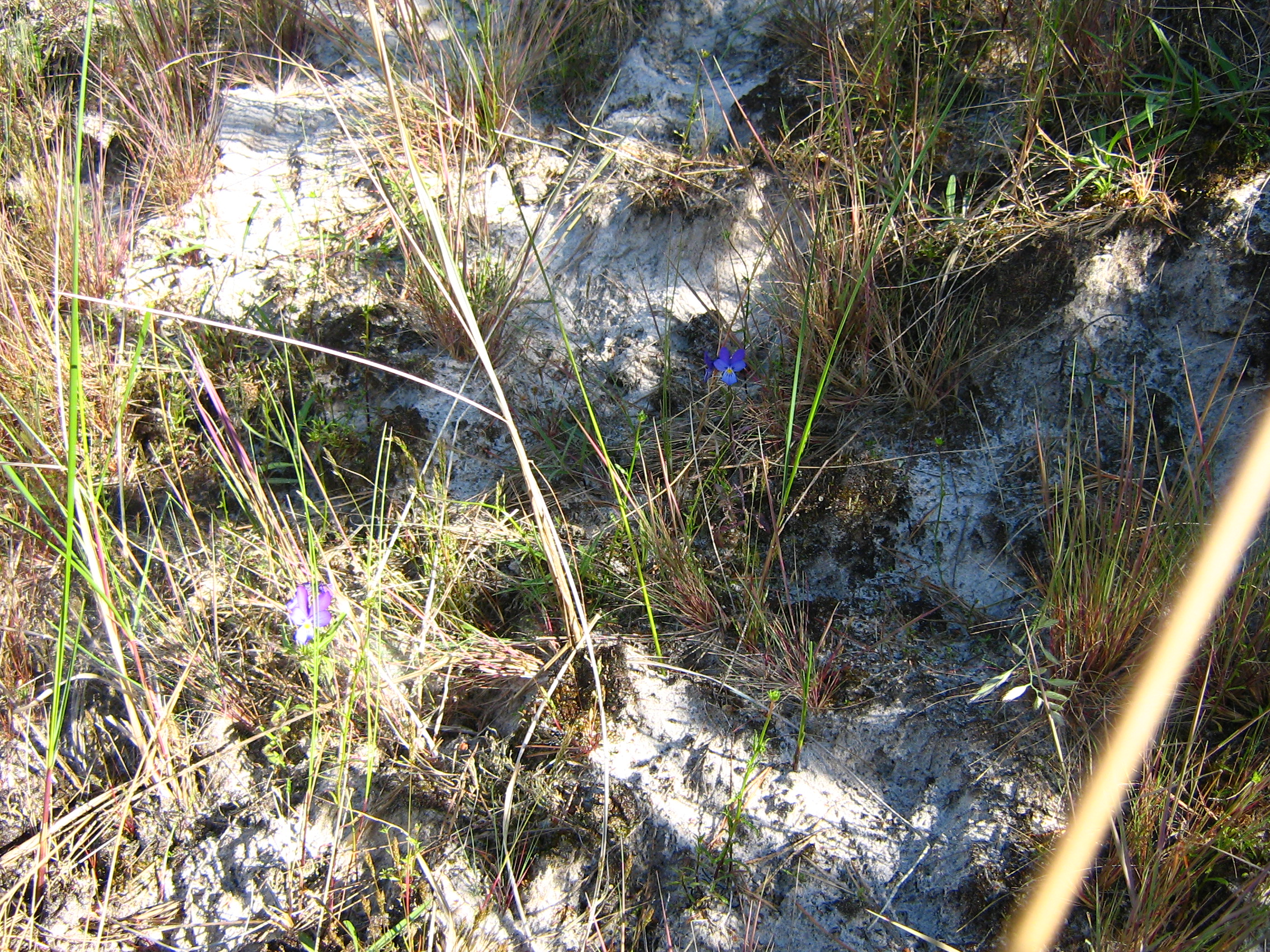
Viola tricolor var. maritima

## Descripció

### Arrel, tija i fulles
És una planta herbàcia petita, com a màxim arriba a fer 30cm.
Les fulles són simples, alternades però no en forma de rosseta com en altres espècies de viola, tenen forma cordiforme o lanceolada amb el marge dentat; tenen espícules variables, freqüentment palmatilobulades amb el lòbul mitjà major, foliaci, lanceolat i sencer.
L'arrel és axonomorfa amb petites ramificacions que surten de l'eix principal.
La tija presenta vellositats i ramificacions i pot arribar a mesurar entre 10 i 30cm.

### Flor
V. tricolor té flors solitaries i irregulars amb només un pla de simetria (zigomorfes) que mesuren al voltant d'1.5cm de diàmetre; Tenen 5 sèpals, 5 estams i 5 pètals, més llargs que els sèpals, dos de dorsals i iguals entre ells, i dos de laterals iguals entre ells o no, erectes o no, i un pètal ventral.
Les flors poden ser blanques, púrpures, grogues o blaves.

### Reproducció i fruit
És una planta hermafrodita, i fèrtil. En ser silvestre és pol·linitzada per abelles.
Fa fruits en forma de càpsula que s'obren elàsticament per tres parts disparant les llavors.
El desenvolupament del friut madur sense que la flor arribi a obrir-se (diestogàmia) és comú cap a final del període de floració.

## Composició química
Conté saponina, un mucílag compost per àcid galacturònic (10%), fenols, i nombrosos pigments: flavonoides com la vitexina, la orientina i el seu isòmer, la violantina i la vicenina (719), carotens com la violaxantina, i els antocianòcids.
Efectes de la saponina: diürètics, depuratius, antidermatòsics, i expectorants. A més també posseeix una sèrie de substàncies que reforcen aquestes accions: els derivats salicílics. Degut al mucílag és lleugerament laxant.

## Usos medicinals
- S'ha recomanat, entre altres aplicacions, com a tractament per l'epilèpsia, l'asma, malalties de la pell i afeccions cutànies com acne, urticària, herpes.
- Té característiques expectorants, i per aquest motiu s'ha utilitzat en el tractament d'afeccions respiratòries tals com bronquitis i tos seca.
- És també un bon diürètic, i això condueix al seu ús en el tractament del reumatisme i la cistitis.
- S'usa, com antiinflamatori extern. A més, és lleugerament laxant i antipruriginosa.
- Les flors també s'han utilitzat per fer diferents tints grocs, verds i turqueses; les fulles es poden utilitzar per fer un indicador químic.

## Administració
- Infusió: Es maceren durant tota la nit 8 g de flors i fulles seques de viola en un envàs que contingui un litre d'aigua freda. Al matí es bull tot i s'afegeixen 100 cc de llet ensucrada; es filtra la beguda i es pren en dejú. Obra com depuratiu general de l'organisme. Convé continuar el tractament durant 20 dies.
- Xarop: Es prepara amb 30 g de la planta seca, que es bullen amb mig litre d'aigua durant 2 hores; després s'afegeix a aquest preparat 1 kg de sucre. Del xarop resultant es prenen diverses tasses al llarg del dia.
- Infusió d'ús extern: Es bullen 30 g de planta amb mig litre d'aigua i s'aplica en forma de compresa, gargarismes i irrigacions.
- Ungüent: Per a ajudar a la cicatrització de ferides i úlceres, es prepara un ungüent amb flors i fulles picades, barrejades amb llet freda. En el mercat farmacèutic existeixen càpsules, extractes i tintura de la planta, a més de diverses presentacions compostes.

## Altres usos
S'utilitza la planta sencera i també les flors.
El seu ús no és únicament farmacològic sinó que també és utilitzada com a decoració alimentaria: pot acompanyar amanides, decorar postres...